# Тила, Джереми
Джереми Тила (англ. Jeremy Teela, 28 ноября 1976, Сиэтл, Вашингтон) — американский биатлонист.

## Биография
Начал заниматься биатлоном в 1993 году, с 1997 входит в состав сборной США по биатлону. Его наилучшее достижение — третье место в индивидуальной гонке на этапе Кубка мира в Ванкувере 11 марта 2009 года.
Тила любит ездить на мотоцикле, играть в гольф и фотографировать. Завершил карьеру в сезоне 2013/2014 годов.

## Участие в Олимпиадах
| Год  | Место проведения | Инд | Спр | Пр | МС | Эст |
| 2002 | Солт-Лейк-Сити   | 14  | 20  | 23 | —  | 15  |
| 2006 | Турин            | 51  | 60  | —  | —  | 9   |
| 2010 | Ванкувер         | —   | 9   | 24 | 29 | 13  |

## Кубок мира
- 2000—2001 — 57-е место (44 очка)
- 2001—2002 — 53-е место (44 очка)
- 2002—2003 — 48-е место (67 очков)
- 2003—2004 — 66-е место (16 очков)
- 2004—2005 — 62-е место (36 очков)
- 2005—2006 — 92-е место (1 очко)
- 2006—2007 — 76-е место (10 очков)
- 2008—2009 — 71-е место (49 очков)
- 2009—2010 — 48-е место (133 очка)